# Panera Bread
Panera Bread Company ist eine US-amerikanische Kette von Bäckerei-Cafés (Fast-Casual-Restaurants) in den Vereinigten Staaten und Kanada. Das Hauptquartier ist in Sunset Hills, Missouri, einem Vorort von St. Louis (in der St. Louis-Metropolregion tritt die Kette unter dem Namen „Saint Louis Bread Company“ auf).
Das Unternehmen ist Teil der JAB Holding Company, die der Reimann-Familie in Deutschland gehört. Panera führt eine Auswahl an Backwaren, beispielsweise Croissants, Bagel, Kekse, Muffins und Brownies. Abgesehen von Backwaren bietet Panera Speisen zum Verzehr vor Ort oder zum Mitnehmen an, darunter Sandwiches, Pasta, Suppen und Salate. Zum Mutterunternehmen Panera Brands gehören auch die Ketten Einstein Bros. Bagels und Caribou Coffee. Bis 2021 war außerdem die Cafékette Au Bon Pain Teil der Panera-Gruppe.

## Geschichte

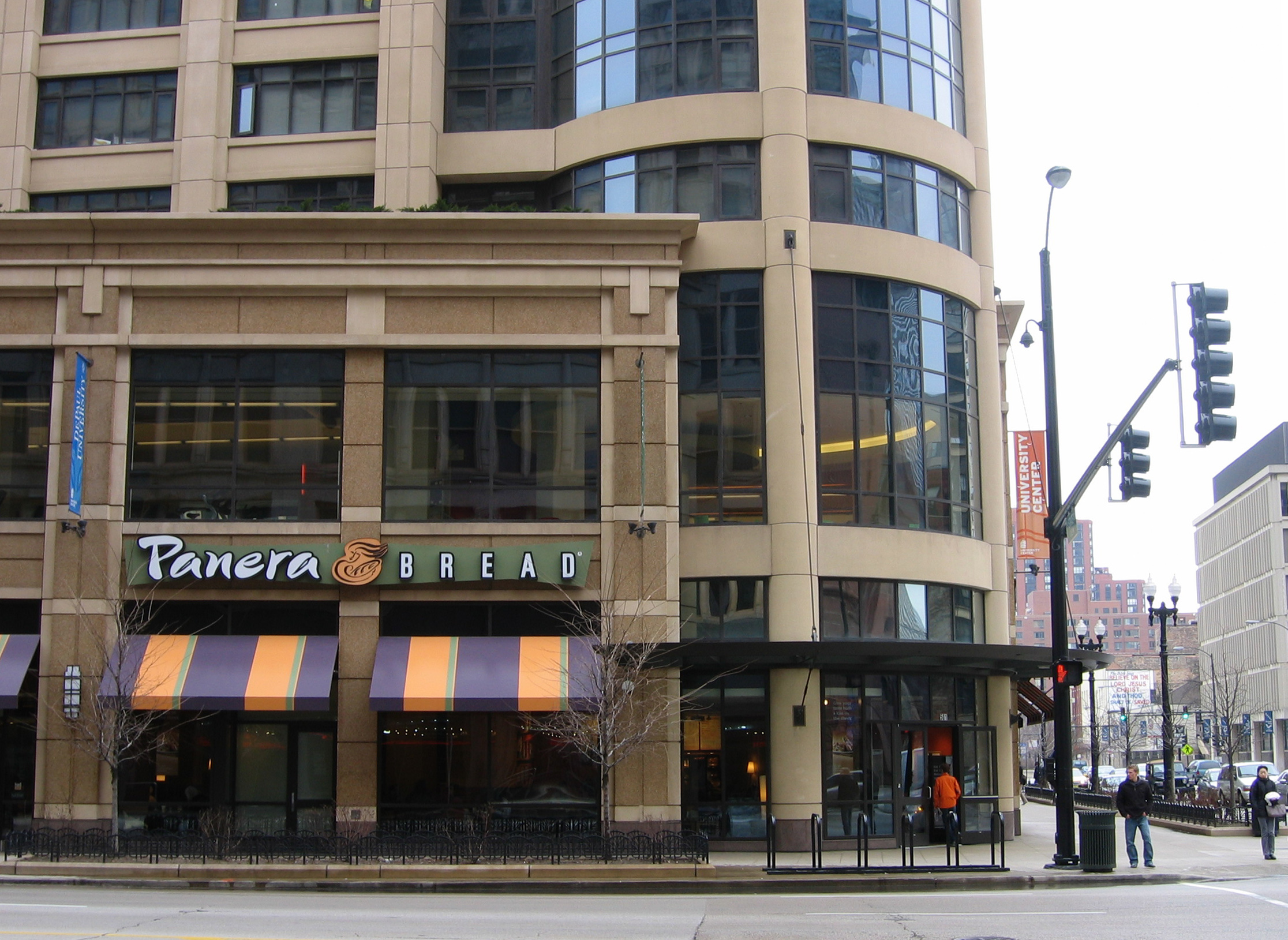
Panera Bread in der South Loop von Chicago

Gegründet wurde St. Louis Bread 1987 von Ken Rosenthal. Das erste Lokal war in Kirkwood, Missouri. 1993 übernahm Au Bon Pain Co. die St. Louis Bread Company und änderte 1997 den Firmennamen zu Panera, nach dem lateinischen Wort für „Brotkorb“.
1999 begann Panera Bread landesweit zu expandieren. Inzwischen gibt es mehr als 2000 Panera-Bread-Filialen in 46 Staaten.
2005 lag Panera auf Platz 37 der BusinessWeek-Liste wachstumsstarker Firmen; der Gewinn betrug 38,6 Mio. $ bei einem Zuwachs von 42,9 %.

## Kontroversen
Im Jahr 2023 geriet das Unternehmen für sein Produkt „Charged Lemonade“ in die Kritik. Dabei handelt es sich um eine stark koffeinhaltige Limonade mit 260 Milligramm Koffein bzw. 390 Milligramm in der großen Version. 2022 und 2023 kam es nach dem Konsum der Limonade zu zwei Todesfällen von Menschen, die kein bzw. wenig Koffein vertrugen. Daraufhin reichten die Angehörigen jeweils Klagen ein, da Panera Bread nicht ausreichend darauf hingewiesen habe, dass die Limonade Koffein enthalte und da sie ohne Warnhinweis neben nicht-koffeinhaltigen Getränken angeboten werde.

## Belege
1. ↑  https://www.sec.gov/Archives/edgar/data/724606/000072460617000004/a2016122710k.htm
2. ↑  https://www.panerabread.com/en-us/company/management-bios/jose-alberto-duenas.html
3. ↑  Don Corrigan: Panera Headquarters To Draw 375 Workers To Area. In: South County Times. 17. September 2010, archiviert vom Original am 16. Juli 2011.
4. ↑  Julie Jargon:  Panera Bread Founder Ron Shaich to Step Down as CEO In: The Wall Street Journal, 8. November 2017
5. ↑   Your Favorite Summer Salad is Back at Panera Bread In: Taste of Home, 18. Mai 2018
6. ↑  Turkey and Cranberry: A Classic Combination. Panera Bread
7. ↑  World Coffee Portal: Panera Brands reportedly exploring $1.5bn sale of Caribou Coffee and Einstein Bros Bagels. 24. Juli 2024, abgerufen am 29. November 2024.
8. ↑  Ampex Brands Acquires Au Bon Pain. Longtime Yum! franchisee expands to franchisor, assumes operations of legacy brand. In: businesswire.com. 30. Juni 2021, abgerufen am 29. November 2024 (englisch).
9. ↑  Our History. Panera Bread, archiviert vom Original am 20. Februar 2012; abgerufen am 21. Januar 2009.
10. ↑  Beth Kowitt:  A founder’s bold gamble on Panera (Memento des Originals vom 30. Juli 2012 im Internet Archive), CNN, 17. Juli 2012
11. ↑   St. Louis Firms Make BusinessWeek’s Hot Growth List (Memento des Originals vom 15. Januar 2013 im Internet Archive), St. Louis Commerce Magazine, 1. September 2005. Abgerufen am 6. April 2017  Info: Der Archivlink wurde automatisch eingesetzt und noch nicht geprüft. Bitte prüfe Original- und Archivlink gemäß Anleitung und entferne dann diesen Hinweis.
12. ↑   Giving Quick Food A Run For Its Money (Memento des Originals vom 13. Mai 2006 im Internet Archive) In: Bloomberg BusinessWeek, 17. April 2006
13. ↑  Koffein-Bombe: Zweiter Todesfall nach "Limonaden"-Bestellung. 8. Dezember 2023, abgerufen am 12. Dezember 2023.
14. ↑  Panera Bread’s Charged Lemonade blamed for a second death, lawsuit alleges. 5. Dezember 2023, abgerufen am 12. Dezember 2023 (englisch).